# Bergshuldrespindel
Bergshuldrespindel (Micrargus apertus) är en spindelart som först beskrevs av O. Pickard-Cambridge 1871.  Bergshuldrespindel ingår i släktet Micrargus och familjen täckvävarspindlar. Arten är reproducerande i Sverige. Inga underarter finns listade.